# 't Rooth (Eijsden-Margraten)
't Rooth (Limburgs: 't Roeët) is een buurtschap op het Plateau van Margraten ten noordoosten van het dorp Cadier en Keer in de gemeente Eijsden-Margraten in de Nederlandse provincie Limburg. Tot 31 december 2010 maakte het dorp deel uit van de gemeente Margraten.
De buurtschap, die groter is geweest, bestaat nog uit een vijftiental huizen, aan één straat die ook 't Rooth heet.
Ten westen van 't Rooth ligt sinds 1954 een grote mergelgroeve, de Groeve 't Rooth. Ten behoeve van de mergelwinning is het deel van het dorpje ten westen van de Keunestraat, de weg van Cadier en Keer naar Gasthuis, afgebroken. Ook de grootste boerderij, de 18e-eeuwse Rootherhoeve, en het 19e-eeuwse kasteeltje Het Herengoed zijn, hoewel beide rijksmonument waren, gesloopt.
Het gedeelte van de groeve dat niet meer in gebruik is, is ingericht als natuurgebied met hellingbossen en droge valleien.
Aan de ingang van de groeve staat de Kalkoven De Valk en op het terrein van de groeve Kalkoven 't Rooth. Ook bevinden zich ten westen van 't Rooth en de gelijknamige groeve de groeves Roothergroeve, Schoorberggroeve I en Schoorberggroeve II.
Bij de kruising met de Keunestraat (vroeger een echte kruising en het centrale punt, tegenwoordig een T-kruising) staat sinds 1970 een Mariakapel. Deze kapel is gewijd aan Maria, Sterre der Zee. Het Mariabeeld is gemaakt door Frans Lommen uit Beesel en het glas-in-loodraam met een afbeelding van Sint-Hubertus komt uit het atelier van Gerard Felix in Maastricht. De kapel is opgebouwd met sloopresten van Het Herengoed.

## Zie ook

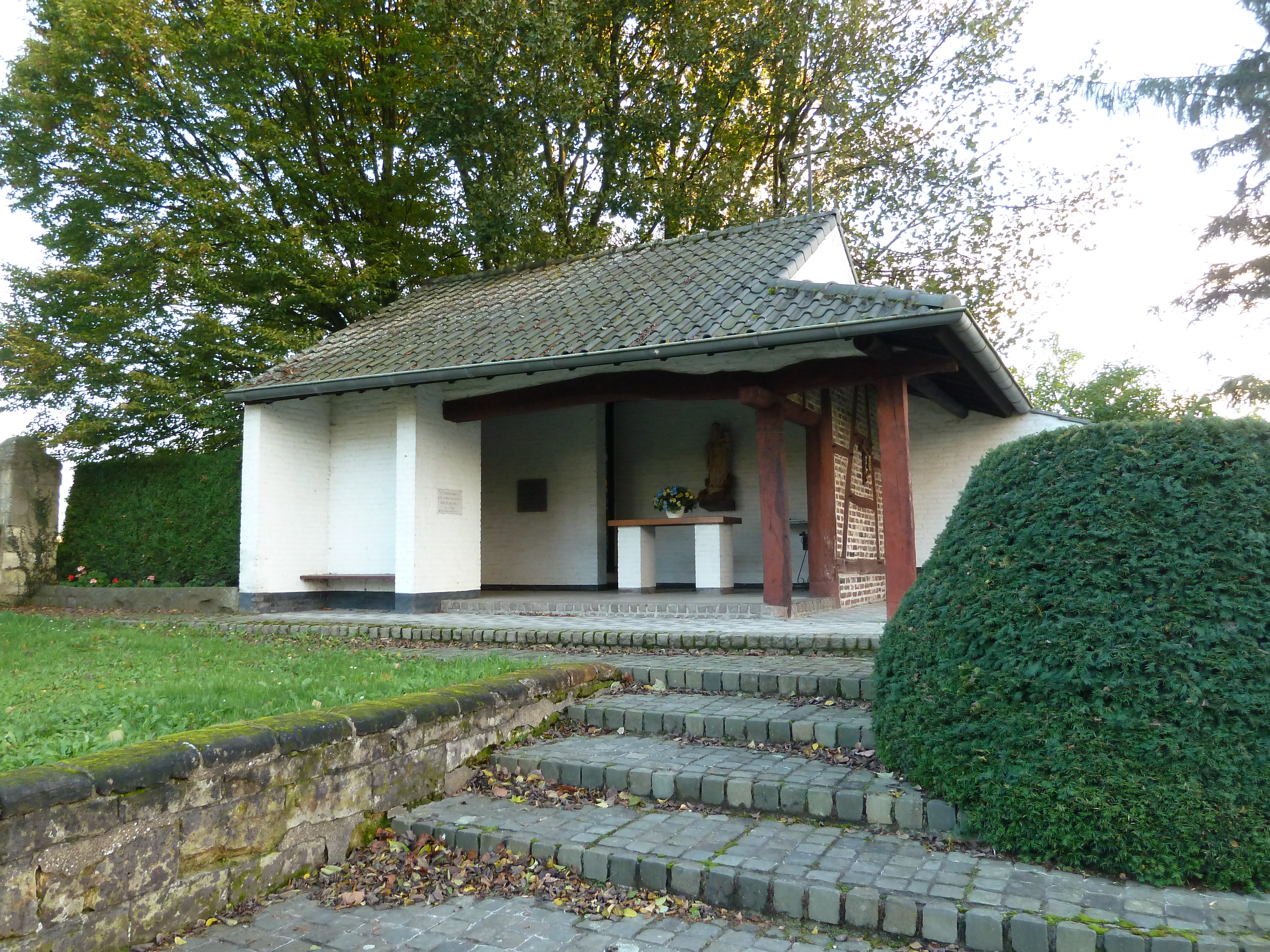
Mariakapel
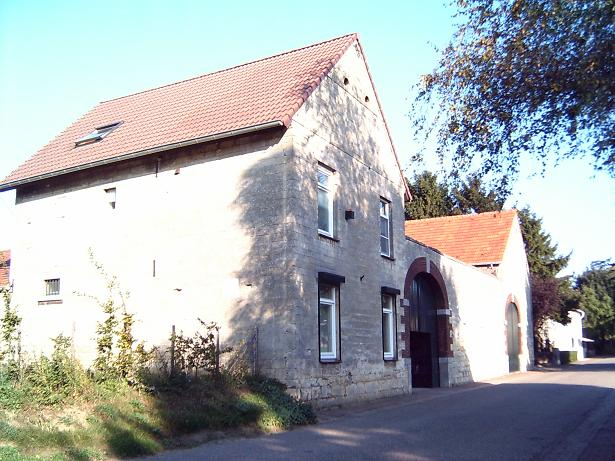
Mergelhoeve in 't Rooth
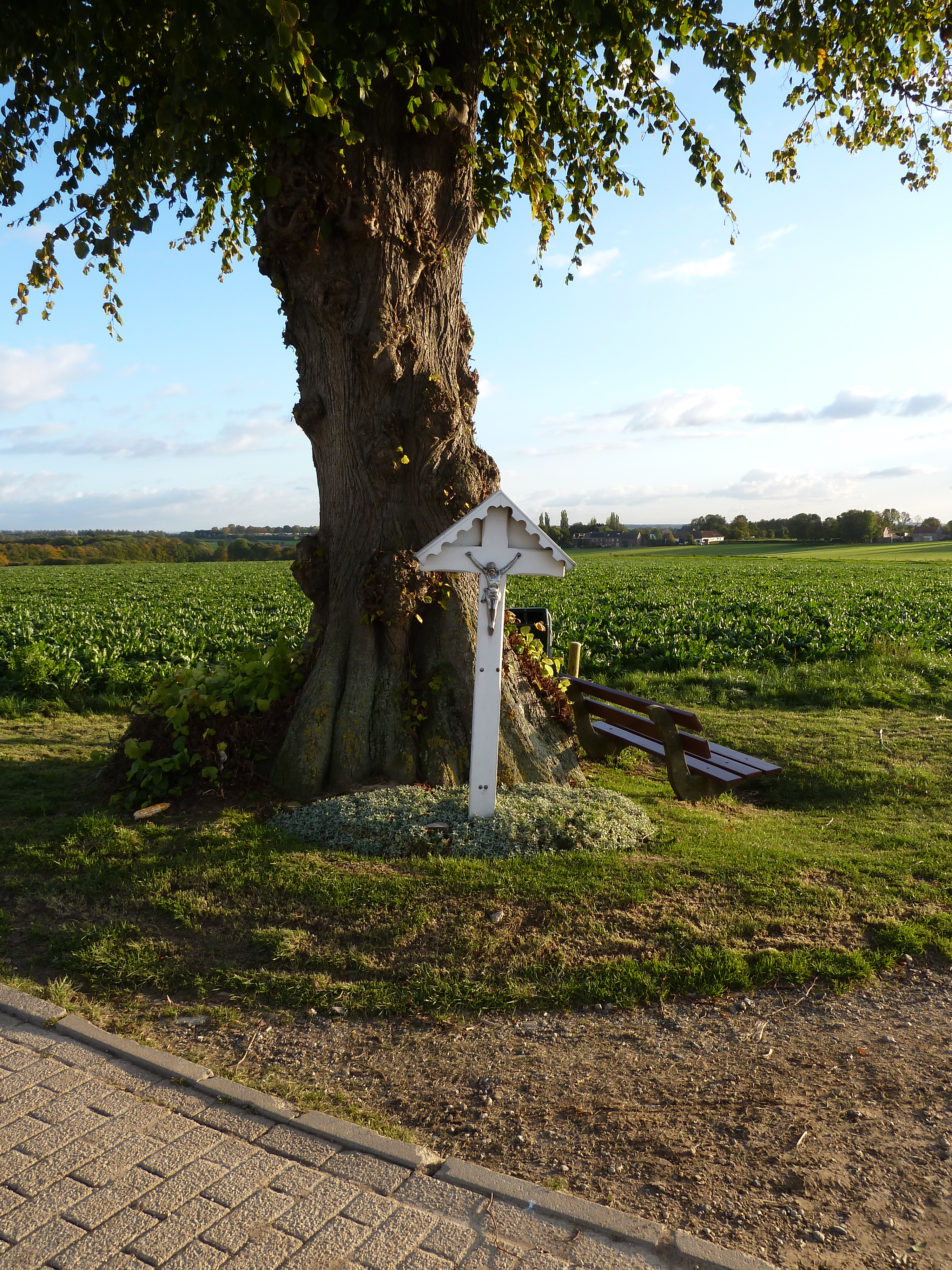
Wegkruis

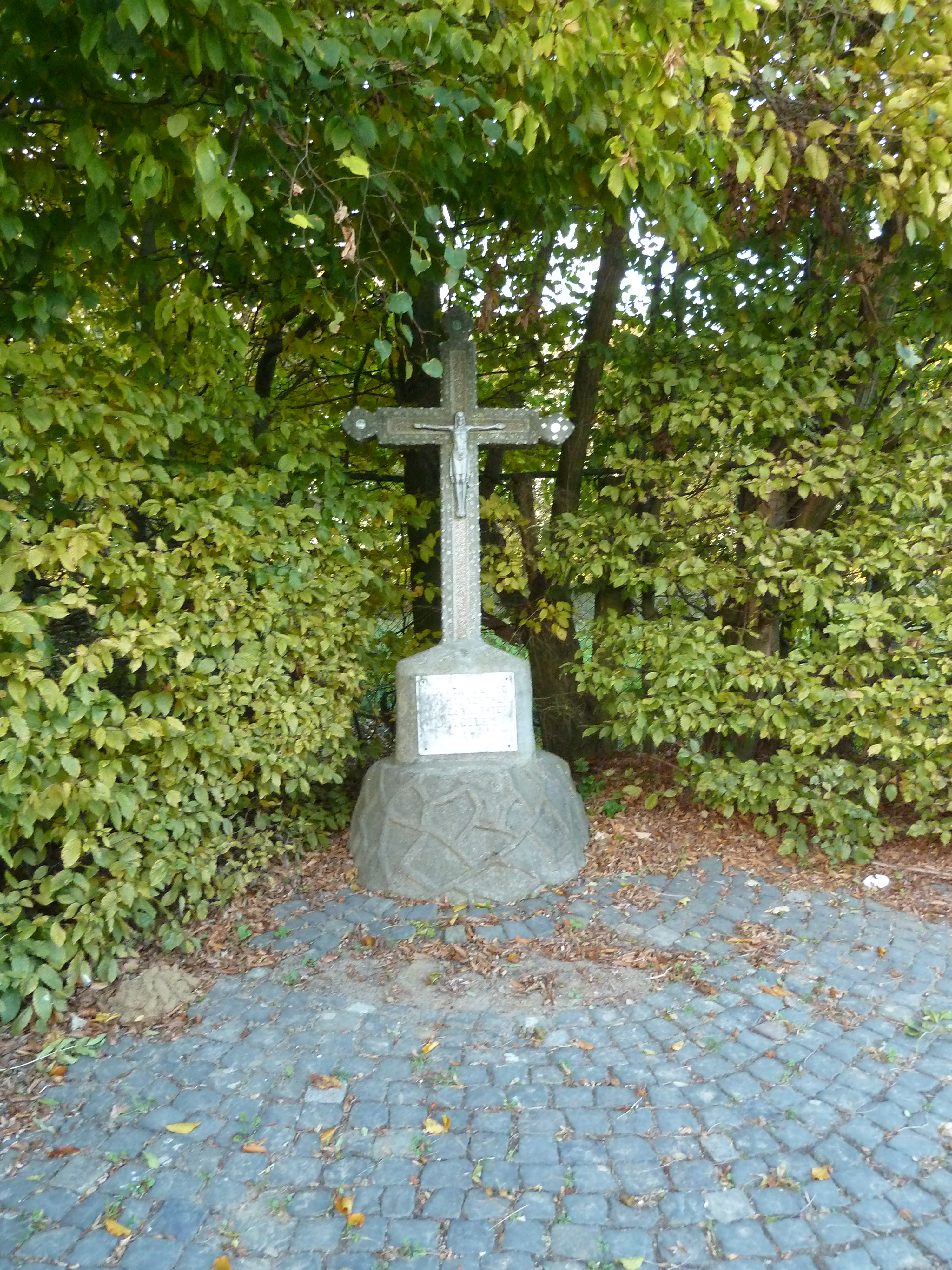
Wegkruis
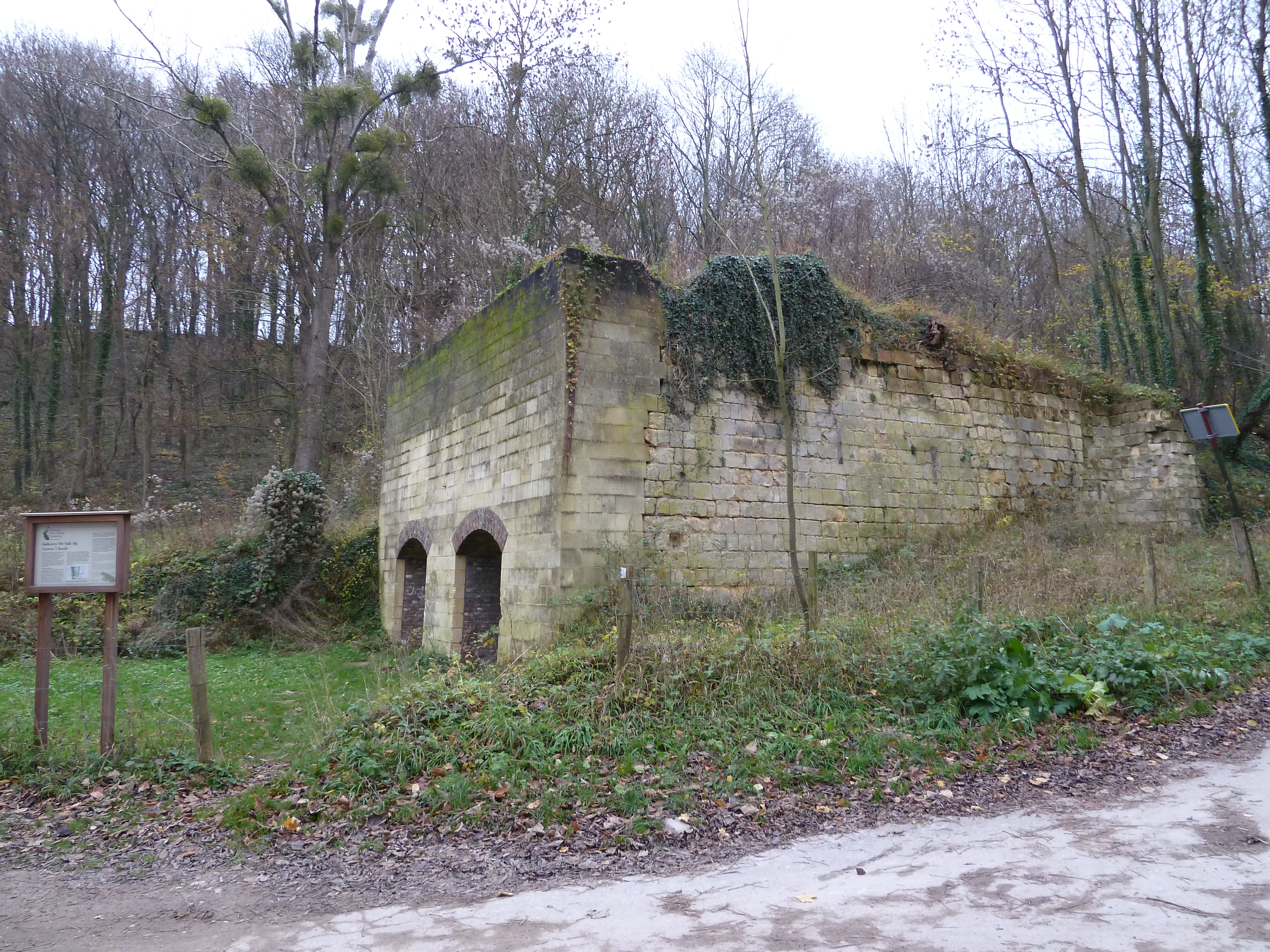
Kalkoven De Valk